# Рей Бредбъри
Рей Дъглас Бредбъри (на английски: Ray Douglas Bradbury) американски писател, най-известен с романа си „451 градуса по Фаренхайт“.

## Биография
Рей Дъглас Бредбъри е роден в Уокигън, Илинойс. Майка му е шведска имигрантка. Баща му работел като кабелен работник за електроснабдяването и телефонните компании. Дядо му и прадядо му по бащина линия били издатели на вестници. Още от малък той чете и пише, и прекарва много време в библиотеката „Карнеги“ в Уокигън. Произведенията му „Вино от глухарчета“ и „Чувствувам, че идва нещо зло“ описват Уокигън под името „Зеления град“, и са полуавтобиографични. Семейство Бредбъри живеят в Тъксън, Аризона през 1926 – 1927 и 1932 – 1933 г., и в крайна сметка се установили в Лос Анджелис пред 1934 г., когато Рей е на тринадесет години.
За себе си казва:
| „ | Баща ми е Жул Верн. Хърбърт Уелс е мъдрият ми чичо. Едгър Алан По е братовчедът ми с крила на прилеп, когото държим в таванската стаичка. Флаш Гордън и Бък Роджърс са ми братя и приятели. Това е моето потекло. Като се прибави естествено и фактът, че Мери Улстънкрафт, авторката на „Франкенщайн“, ми е майка. | “ |

Бредбъри завършва Лосанджелиската гимназия през 1938 г., но решава да не постъпи в колеж. Вместо това започва да продава вестници на ъгъла на Сют Нортън Авеню и Олимпик Булевард. Продължава да се самообразова в местната библиотека и, повлиян от научнофантастични герои като Флаш Гордън и Бък Роджърс, започва да публикува научнофантастични разкази във фензини през 1938 г. За пръв път му плащат за разказ в списанието „Супер Сайънс Сторийс“ (Super Science Stories) през 1941 г. Към края на 1942 г. той започва да се занимава само с писане. Първата му книга, сборникът разкази „Мрачният карнавал“, е публикувана от Акръм Хаус през 1947 г. Оженва се за Маргерита Маклайър (1922 – 2003) през 1947 г. Имат четири дъщери.
Рей Бредбъри е носител на наградите „О'Хенри“, награда „Бенджамин Франклин“, награда на Американската академия, премията „Гандалф“. Той е удостоен с титлата „гранд-мастер“ през 1988 г.
Рей Бредбъри умира на 91-годишна възраст на 5 юни 2012 г.

## Стил и особености
При Бредбъри често се наблюдава размиване между категориите, като категоризирането на някои негови произведения понякога е субективно. Често бива описван като автор на научна фантастика, но той самият не се причислява към никоя литературна категория.
| „ | Като начало, не пиша научна фантастика. Написал съм само една научнофантастична книга, и това е „451 градуса по Фаренхайт“, която е базирана на реалността. Научната фантастика е изобразяване на реалното. Фентъзито е изобразяване на нереалното. Така че „Марсиански хроники“ не са научна фантастика, а фентъзи. Те са невъзможни, не разбирате ли? Това е причината, че ще се четат още дълго време – всъщност са гръцки мит, а митовете имат качеството да остават задълго. | “ |

Освен литературните си творби, Бредбъри е написал и много есета на тема изкуства и култура, привличайки вниманието на критиците в тези области. Бил е консултант на американския павилион в Нюйоркския световен панаир през 1964 г., и на изложбата, показана в геосферата „Космически кораб Земя“ в парка EPCOT, намиращ се в Уолт Дисни Уърлд.

## Награди
- За приноса си към филмовата индустрия Бредбъри получава звезда на Холивудската пътека на славата, на булевард Холивуд 6644.
- Астероид 9766 е кръстен на негово име – „Бредбъри“
- Лунният кратер „Кратер на глухарчето“ („Dandelion Crater“) е кръстен на неговата повест „Вино от глухарчета“.
- На 17 ноември 2004 г. Бредбъри получава Националния медал за изкуства, връчван от американския президент.
- Носител е на наградата Световна награда за фентъзи за цялостно творчество през 1977 г.
- Носител е на наградата „Брам Стокър“ за цялостно творчество
- Носител е на наградата Мемориална награда „Гранд Мастър“ за цялостно творчество през 1988 г.
- Носител е на наградата Мемориална награда „Гандалф“ – „Гранд Мастър“ за 1980 г.
- Носител е на наградата „SF Hall of Fame Living Inductee“.
- Носител е на наградата „First Random Award“.
- Носител е на наградата „Еми“ за работата си по телевизионната продукция „Дървото на вси светии“.
- Два филма, по които е работил – „Икар Монголфие Райт“ и „Моби Дик“ – са номинирани за награда „Оскар“, но самият автор не е номиниран. (Понякога погрешно се твърди, че той има номинации за награда „Оскар“.)

## Любопитни факти
- Въпреки всичките си романи за космически кораби, междузвездни пътешествия и пр., Бредбъри никога през живота си не е карал дори кола. Той го отдава на тежък инцидент с кола, докато е бил младеж.
- За пръв път Бредбъри лети със самолет на 62-годишна възраст – с „Конкорд“ до Париж, където е работил за „Дисни“ по френския Дисниленд. На 48-годишна възраст се е качвал на рекламния дирижабъл на „Гудиър“
- Появявал се е в телевизионното шоу „Залагаш живота си“ („You Bet Your Life“).
- През 2004 г. той е здравата ядосан от решението на режисьора Майкъл Мур да нарече своя документален филм за администрацията на американския президент Джордж У. Буш с името „9/11 по Фаренхайт“, явна алюзия с името на романа „451 градуса по Фаренхайт“. Бредбъри нарича Мур „ужасен човек“, но подчертава, че протестът му не е политически мотивиран. Заявява, че не желае никаква част от прихода на филма, и че не смята, че заслужава тези пари. Оказал е натиск върху Мур да смени името на филма, но безуспешно. Мур му се обажда две седмици преди пускането на филма на екран, за да му се извини, и казва, че маркетинговата кампания на филма е открита преди много време, и че вече е късно за смяна на името.

## Произведения

### Романи
- Марсиански хроники (1950) (спори се дали е роман, или сборник разкази)
- 451 градуса по Фаренхайт (1953)
- Вино от глухарчета (1957) – повест
- Чувствувам, че идва нещо зло (или: Нещо зло се задава) (1963)
- Дървото на вси светии (1972)
- Смъртта е занимание самотно (1985)
- Гробище за лунатици (1990)
- Зелени сенки, Бял кит (1992)
- От прахта родени (2001)
- Нека всички убием Констанс (2003)
- То дойде от далечния космос (2003)
- Сбогом, Лято (2006)

### Сборници
- Мрачният карнавал (1947)
- Илюстрираният човек (1951)
- Златните ябълки на слънцето (1953)
- Страната на Октомври (1955)
- Лекарство за меланхолия (1959)
- „Р“ като „Ракета“ (1962)
- Машинариите на радостта (1964)
- Чиста проба Бредбъри (1965)
- „К“ като „Космос“ (1966)
- Възпявам електрическото тяло (1969)
- Късно след полунощ (1976)
- Историите на Рей Бредбъри (1980)
- Спомен за убийство (1984)
- Конвекторът на Тойнби (1988)
- По-бързо от погледа (1996)
- Сляпо каране (1998)
- Още един на пътя (2002)
- Разкази на Бредбъри: 100 от най-известните му истории (2003)
- Котешката пижама (2004)
- „И гръмна гръм“ и други разкази (2005)

Освен тези сборници, много от разказите му са публикувани в антологии. Отделно от това, над 50 разказа на Бредбъри никога не са били публикувани в сборник – само в периодични издания.

### Филмови и телевизионни сценарии
- То дойде от далечния космос (1953) (оригиналното произведение)
- Моби Дик (1956)
- Джейн Уимън представя театър „Файърсайд“:
  - Номерът с куршума | Маркираният куршум
- Алфред Хичкок представя
  - Да напазаруваш смърт (1956)
  - Рецепта за обичане (1958)
  - Специална доставка (1959)
  - Вярата на Аарон Менифи (по разказа на Стенли Илин) (1962)
- Стив Каньон
  - Подаръкът (1959)
- Отстранителите на проблеми:
  - Тунелът към вчера (1959)
- Кралят на кралете (1961) (дикторски текст)
- Зоната на здрача:
  - Възпявам електрическото тяло (1962)
- Премиерата на Алкоа:
  - Затворът (1962)
- Икар Монголфие Райт (1962)
- Часът на Алфред Хичкок:
  - Трудът на живота на Хуан Диас (1964)
- Лятото на Пикасо (1969)
- Магазинчето с уникатите
  - Грунът (1971)
- Гномове (1979)
- Електрическата баба (1982)
- Чувствувам, че идва нещо зло (1983)
- Издирването (1983)
- Театърът на Рей Бредбъри (1985 – 1992)
- Сумрачна зона:
  - Елеваторът (1986)
- Малкият Немо: Приключения в Слъмбърленд (1992)
- Дървото на вси светии (1993)
- Чудотворният сладоледен костюм (1998)

Този списък не включва адаптации на публикувани произведения на Рей Бредбъри, правени от други автори.

### Радиопиеси
- Уъркшоп за световна сигурност:
  - Ливадата (1947)
- Съспенс:
  - Рябушинска (1947) (оригиналното произведение)
  - Лятна нощ (1948) (оригиналното произведение)
  - Пищящата жена (1948) (оригиналното произведение)
- Левиатан'99 (1968)

### Поезия
- Когато в дворчето цъфнаха последните слонове (1975)
- Където в град механичен роботи-хора и роботи-мишки тичаха в кръг (1977)
- Компютърът с призраците и папата-андроид (1981)
- Те не са виждали звездите: Събраните стихотворения на Рей Бредбъри (2002)

### Пиеси
- Ливадата (1948)
- Химновите спринтьори и други антики (1963)
- Денят, когато заваля завинаги (1966)
- Пешеходецът (1966)
- Чудотворният сладоледен костюм и други пиеси (1972)
- Колона от огън и други пиеси (1975)
- 451 градуса по Фаренхайт (1986)
- Марсианските хроники (1986)
- Вино от глухарчета (1988)
- Падане нагоре (1988)
- Бредбъри на сцената: Христоматия на пиесите му (1988)

### Произведения за деца
- Включете нощта (1955)
- С котка за успокоител (1997)
- Кучетата мислят, че всеки ден е Коледа (1997)

### Приказки
- Ахмед и машините на забравата (1998)

### Публицистика
- Зен в изкуството на писането (1990)
- Вчерутре: Очевидни отговори на невъзможни бъдеща (1991)
- Разговори с Рей Бредбъри (2004)
- Бредбъри говори: Твърде скоро от пещерата, твърде далече от звездите (2005)